# ریتا گریند
 ریتا گریند (ایتالیایی: Rita Grande؛ زاده ۲۳ مارس ۱۹۷۵) یک تنیس‌باز اهل ایتالیا است.